# STRAWBERRY FIELDS
STRAWBERRY FIELDS（ストロベリー・フィールズ）は、日本のロックバンド。

## 来歴
1989年1月、福井祥史（ex.D'ERLANGER）とLEZYNA（ex.JUSTY-NASTY）を中心に結成。メンバーの前歴が人気バンドの経験者ということで当初から注目された。曲調としては、LEZYNAの作る曲はマニアックな部分まで作りこまれてはいるものの、楽曲としては聴きやすいものだった。
1990年1月、アルバム『DANCERAMA』をインディーズよりリリース。同年9月、アルバム『Charme』リリース。
1991年3月、パイオニアLDCからアルバム『nouvelle parfum』をリリースし、メジャー・デビュー。
1992年2月、アルバム『ALiBI』リリース。同年12月、ミニアルバム"SOUL FLOWER"リリース。
1993年9月、CD-BOX『STRAWBERRY FIELDS FOREVER』をリリース、解散。

## メンバー

### 解散時のメンバー
- 福井祥史（Vo）
D'ERLANGER（DIZZY名義）→STRAWBERRY FIELDS→VINYL→引退→VINYL
- LEZYNA（小池裕明）（Gt）
JUSTY-NASTY→STRAWBERRY FIELDS→ex.JUSTY-NASTYの大石とのセッション等→JUSTY-NASTY(2015-), EX-ANS(2016-), 広石武彦ソロ(2017), Respect up beat #5(2018)
- SEISHIRO（矢倉勢司郎）（Ba）
大阪芸術大学を中退し、STRAWBERRY FIELDSに参加。
CHAOS MODE→STRAWBERRY FIELDS→ROUAGEなどでサポート→THE SODOM PROJECT , METALIC
- SHU-KEN（Dr）
STRAWBERRY FIELDS→FiX→WORLD WIDE LOVE

### 過去に所属した主なメンバー
- NAOKI（Ba）
初期メンバー。インディーズ時代に脱退。
STRAWBERRY FIELDS→RAYDIO（直樹名義、ギター）

## ディスコグラフィ

### アルバム
スタジオ・アルバム
- DANCERAMA (1990年1月25日　wonder force　WNF-8008) インディーズ
- Charme (1990年9月5日　MEDITATION RECORDS　MDR-8601) インディーズ
初回盤はデジパック仕様。
- nouvelle parfum (1991年3月30日　パイオニアLDC　PICL-6001) メジャーデビュー作品
初回盤は限定BOX仕様、ミニ写真集、1曲入り8cmCDS「MODERN WHISPER」封入。
- ALiBI (1992年2月26日　パイオニアLDC　PICL-6002)
初回盤は限定BOX仕様、帯付き、オリジナル・ポストカード(5枚組)封入。
- SOUL FLOWER (1992年12月10日　パイオニアLDC　PICL-6003) ミニアルバム
初回盤は限定デジパック仕様。

ベスト・アルバム
- THE BEST OF STRAWBERRY FIELDS (1993年3月25日　パイオニアLDC　PICL-6004)
完全限定盤。通しナンバー入り。

CD-BOX
- STRAWBERRY FIELDS FOREVER (1993年9月25日　パイオニアLDC　PICL-6005)
4枚組CD-BOX
48ページハードカバーブックレット付
  - nouvelle parfum
  - ALiBI
  - SOUL FLOWER + α
  - Nothing is Real

### シングル
- VENUS (1991年4月25日　パイオニアLDC　PIDL-6001)
- FADED BLUE NIGHT (1991年8月21日　パイオニアLDC　PIDL-6002)
- ALiBI (1992年2月26日　パイオニアLDC　PIDL-6003)
- PIECE MY MIND (1992年7月22日　パイオニアLDC　PIDL-6004)

### 映像作品
※いずれも未DVD化。
- SMASH!! Vol.6 ～FEATURING STRAWBERRY FIELDS(1989年)
- ROCK FILE ON VIDEO 1989 Vol.7(1989年)オムニバス
- Kaleidoscope (1990年11月21日　VHS：PIVL-1006　LaserDisc：PIML-1006)
- TELEGRAPH BOYS (1990年12月16日　VideoSingleDisc：PIFL-1006)
- PSYTEC ART (1991年9月25日　VHS：PIVL-6001　LaserDisc：PILL-6001)
- Tour ALiBI〜Completed “ALiBI”, to Lost Alibi (1992年11月25日　VHS：PIVL-6002　LaserDisc：PILL-6002)

### 書籍
- ストロベリー・フィールズ 存在理由（レゾン・デートル） (1992年6月20日発行 JICC出版局)　ISBN 4796603476

### バンドスコア
- nouvelle parfum (1991年、シンコーミュージック・エンタテイメント、ISBN 978-4401346110)

## タイアップ一覧
| 使用年 | 曲名             | タイアップ                                    |
| ------ | ---------------- | --------------------------------------------- |
| 1991年 | FADED BLUE NIGHT | TBS系列『所印の車はえらい』オープニングテーマ |